# Пуэнт-дю-Ра
Пуэнт-дю-Ра (также мыс Ра; фр. pointe du Raz [ʁɑ], брет. Beg ar Raz) — один из мысов на берегу части Атлантического океана, называемого часто морем Ируаз, расположенного между началом Ла-Манша и Бискайским заливом. Мыс находится на территории коммуны Плогоф департамента Финистер. Хотя Пуэнт-дю-Ра находится на три минуты восточнее мыса Пуэнт-де-Корсан, он является существенной туристической достопримечательностью, что связано с более привлекательным пейзажем, включающим скалы до 70 м высотой.
В 2004 году мыс отнесён к Важнейшим достопримечательностям Франции (фр. Label Grand Site de France).
С восточной стороны к мысу прилегает бухта Трепасе, которая пользуется большой популярности среди любителей сёрфинга Бретани.

## Этимология названия
Raz означает как по-бретонски, так и по-французски «быстрое течение» и происходит из скандинавских языков. Слово попало во французский язык во время нападений викингов на Нормандию и является однокоренным с английским race — «гонка».

## Маяки
Пролив Ра-дю-Сен между мысом и островом западнее него (Иль-де-Сен) с древнейших времён считался опасным для мореплавания ночью и при плохой видимости из-за сильных течений. Маяки, установленные на острове и на мысу, после усовершенствования системы освещения и оптики маяков в начале XIX века были выстроены заново. В 1826 году правительственная комиссия по устройству маяков включила в планирующуюся сеть новых маяков первоочередной важности и маяк на мысу. Маяк высотой 18 метров был сооружён в 1839 году. Одновременно был построен Большой маяк Иль-де-Сен. В 1887 году маяк прекратил работу, так как был введён в действие маяк Ла-Вьей, расположенный на скале около мыса. В 1870 году был введён в действие дополнительный маяк на северо-восточном склоне мыса, также выведенный из обращения в 1887 году. С 1869 по 1874 год велось строительство маяка Тевеннек на скале в проливе. До 1910 года в здании маяка жил смотритель, затем маяк был переведён на полностью автоматический режим.